# Bamiania
Bamiania  (лат.) — монотипный род двудольных растений семейства Свинчатковые (Plumbaginaceae), включающий вид Bamiania pachycorma (Rech.f.) Lincz.. Выделен российским ботаником Игорем Александровичем Линчевским в 1971 году.
Вид Bamiania pachycorma первоначально включался в состав рода Cephalorhizum под таксономическим названием Cephalorhizum pachycormum Rech.f.basionym.

## Распространение
Единственный вид является эндемиком Афганистана.

## Общая характеристика
Низкие полукустарники.
Стебель деревянистый, плотный.
Листья мелкие, относительно мясистые, слабозаострённые.
Шипы размещены в два ряда.
Цветки одиночные.
Плоды раскрывающиеся.